# Bavayia robusta
Bavayia robusta är en ödleart som beskrevs av  William S. Wright BAUER och SADLIER 2000. Bavayia robusta ingår i släktet Bavayia och familjen geckoödlor. IUCN kategoriserar arten globalt som nära hotad. Inga underarter finns listade.